# Aceria peucedani
Espèce
Synonymes
- Eriophyes peucedani Canestrini, 1891
- Phytoptus peucedani Canestrini, 1891 (basionyme)

Aceria peucedani est une espèce d'acariens de la famille des Eriophyidae qui provoque la formation de galles sur divers Ombellifères (Apiacées).

## Description

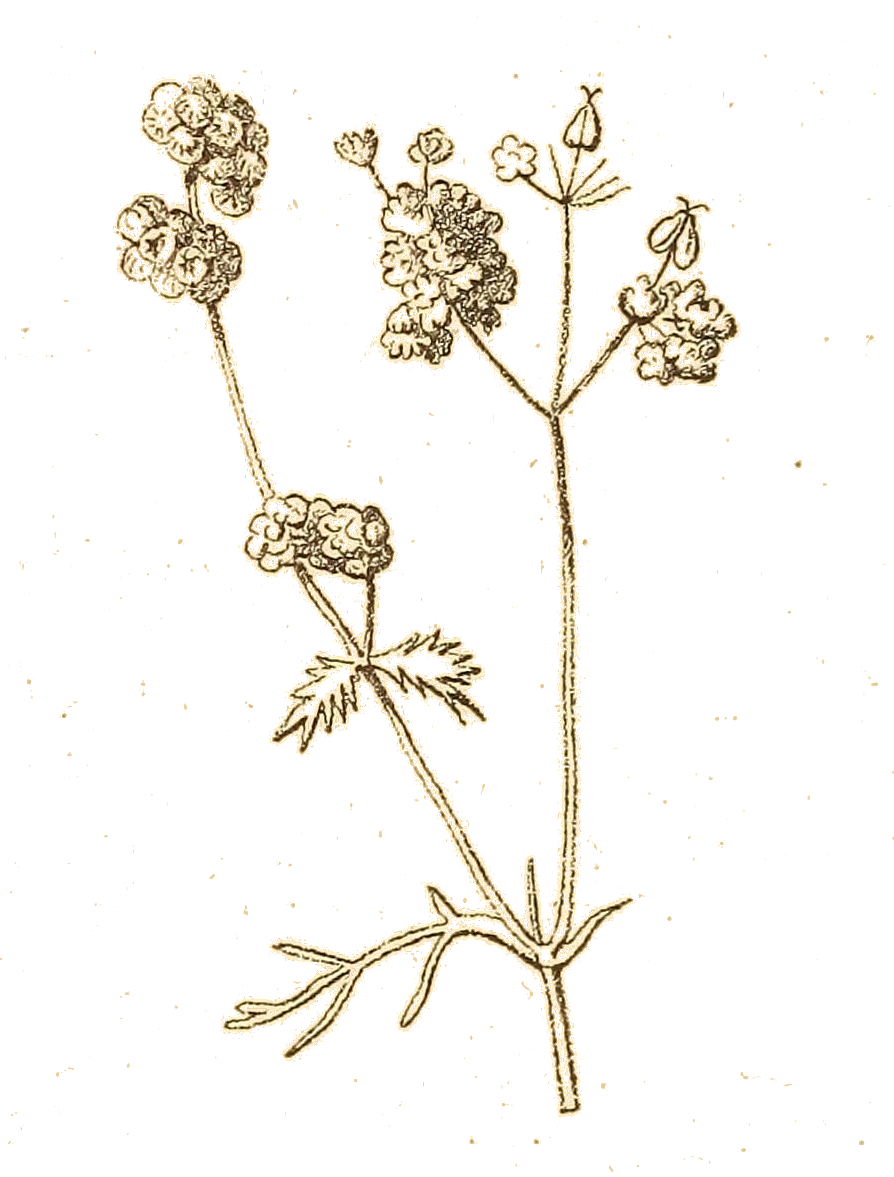
Galle chloranthiée d'Aceria peucedani sur Trinia glauca

Ces galles, uniquement sur les Apiacées, sont des transformations de feuilles ou d'inflorescences en une masse pelucheuse, souvent rougie. Les fleurs peuvent en outre être chloranthiées notamment chez Anthriscus caucalis, Torilis arvensis, Torilis japonica, Trinia glauca et Seseli hippomarathrum. Souvent, Eriophyes peucedani s'associe avec Aculus eurynotus, un acarien de la même famille errant sur la face inférieure des feuilles et qui provoque également des rougissements lors de densités élevées.
Chez Orlaya grandiflora, Eriophyes peucedani provoque non seulement des chloranthies mais également une phyllomanie, avec des formations d'arrondies. Sur Pimpinella saxifraga, la fleur est déformée dans toutes ses parties, à l'exception de l'ovaire ; les pétales, jaune verdâtre ou taché de roux, sont contournés et un peu épaissis tandis que les étamines sont plus ou moins atrophiées à sub-pétaloides. Chez Peucedanum oreoselinum et P. venetum, à la place des fleurs, se trouve un amas très fournis de petites feuilles de formes diverses, parfois proliférantes.
Chez Carum carvi, il s'agit de la variété Eriophires peucedanivar. carvi Nal. qui sévit en doublant les fleurs qui verdissent d'un vert pâle ou rougissent d'un rouge sale.

## Autres espèces impactées
D'autres espèces d'Apiacées sont également impactées par Eriophyes peucedani ; il s'agit de Falcaria vulgaris, Ligusticum mutellina, Pastinaca sativa, Peucedanum arenarium, Peucedanum cervaria, Peucedanum oreoselinum, Peucedanum palustre, Pimpinella major, Selinum carvifolia, Selinum dubium, Selinum silaifolium, Seseli annuum, Seseli leucospermum, Seseli osseum, Seseli rigidum, Seseli tortuosum et Tordylium maximum.

## Répartition
Eriophyes peucedani est présent en Europe dont la France, le Luxembourg, l'Allemagne, l'Autriche, la Hongrie, la Finlande, l'Italie, la Bosnie-Herzégovine, la Slovénie, le Nord et le Nord-Ouest de la Russie européenne ainsi qu'en Amérique du Nord .